# Ngọc nữ Cúc Phương
Mò hay ngọc nữ Cúc Phương (danh pháp Clerodendrum calamitosum) là một loài thực vật có hoa trong họ Hoa môi. Loài này được L. mô tả khoa học đầu tiên năm 1767.

## Hình ảnh

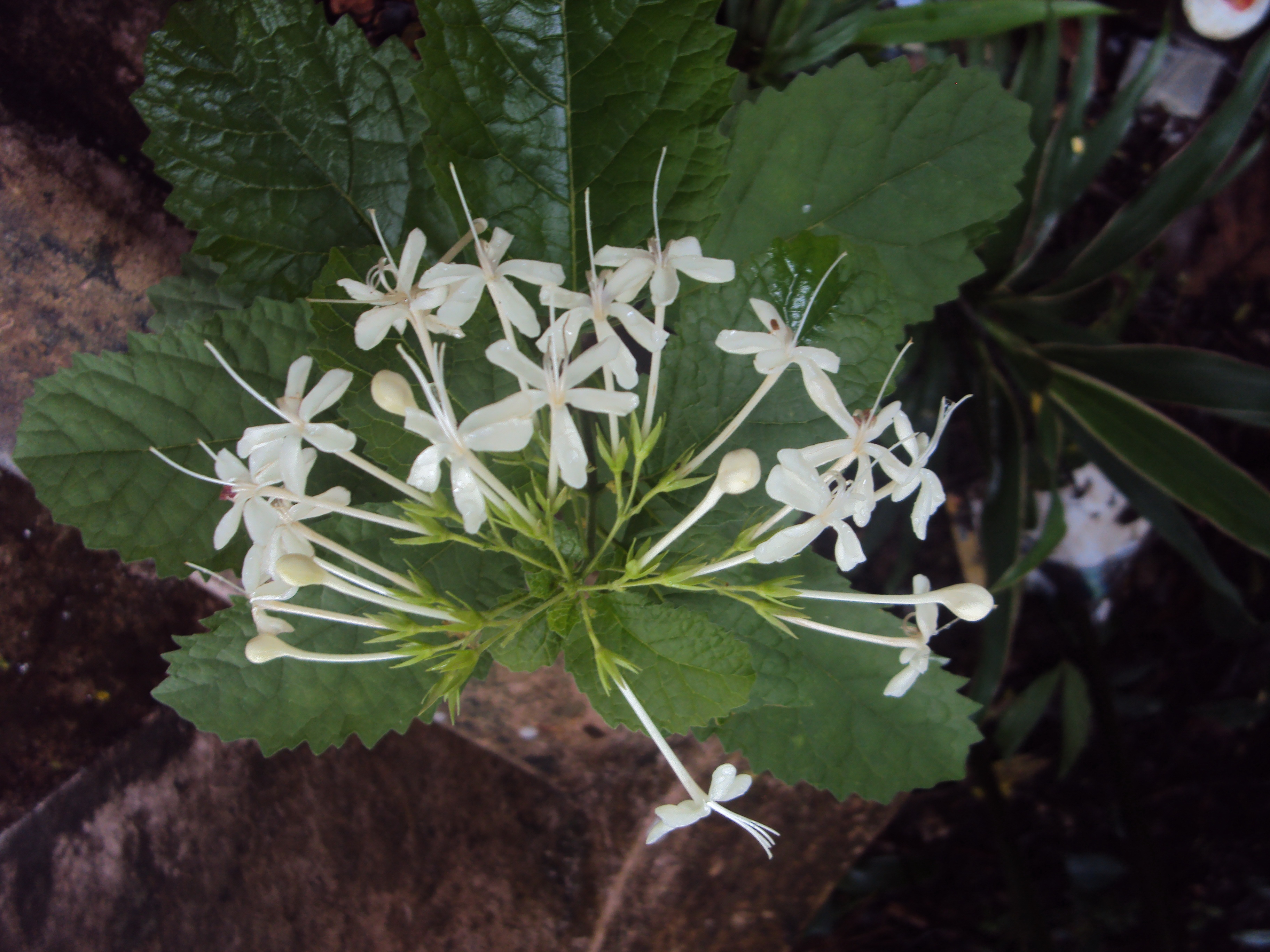
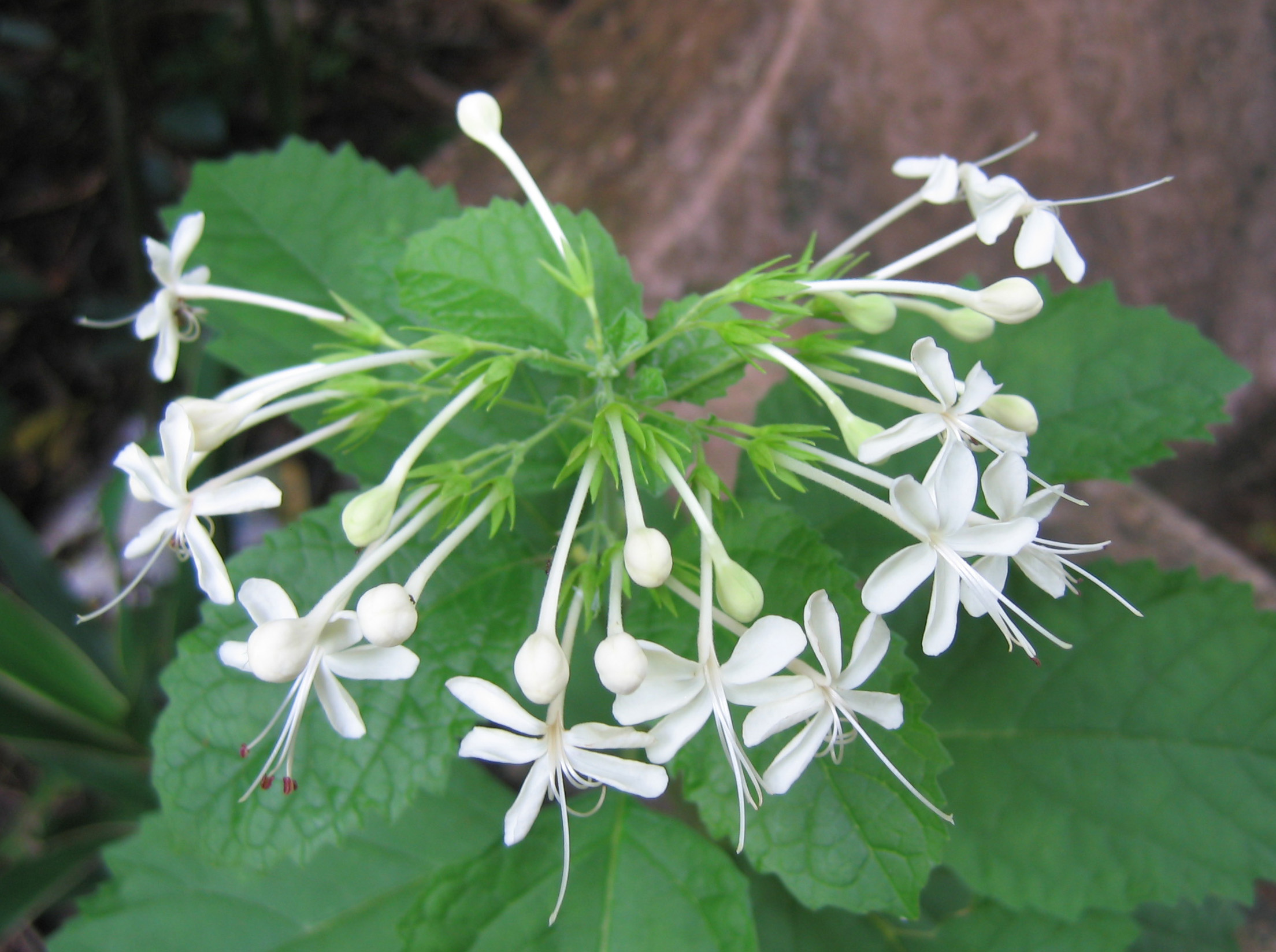